# Omvändning (musik)
Omvändning är i harmonik en omläggning av ett ackord så att någon annan ton än grundtonen är i basen. Ett exempel är C-ackordet, som består av tonerna C, E, G, där C är bastonen. Då man istället spelar E i basen blir det första omvändningen, och när G är i basen är det andra omvändningen.